# Annona longipes
Annona longipes är en kirimojaväxtart som beskrevs av William Edwin Safford.
Annona longipes ingår i släktet annonor och familjen kirimojaväxter. Inga underarter finns listade i Catalogue of Life.